# Duthiella declinata
Duthiella declinata är en bladmossart som beskrevs av Bennard Otto van Zanten 1959. Duthiella declinata ingår i släktet Duthiella och familjen Leskeaceae. Inga underarter finns listade i Catalogue of Life.